# Matteo Compagnoni
Matteo Compagnoni (Bormio, 1º giugno 1991) è un ex pattinatore di short track italiano.

## Biografia
Si è formato nella società valtellinese ASD Bormio Ghiaccio ed è entrato nel giro della nazionale nel 2010. Ha rappresentato la nazionale italiana in varie competizioni sportive, incluse le Universiadi invernali di Granada 2015.
È stato allenato da Kenan Gouadec ed Éric Bédard. Si è ritirato dalla carriera agonistica nel 2015 e contestualmente ha intrapreso la carriera ciclistica amatoriale su strada e virtualmente su Zwift dal 2020.

### Record personali
- 1500m  2:17.733,  ISU World Cup Short Track 2011/2012 - Salt Lake City, US, 22 ottobre 2011

## Collegamenti esterni

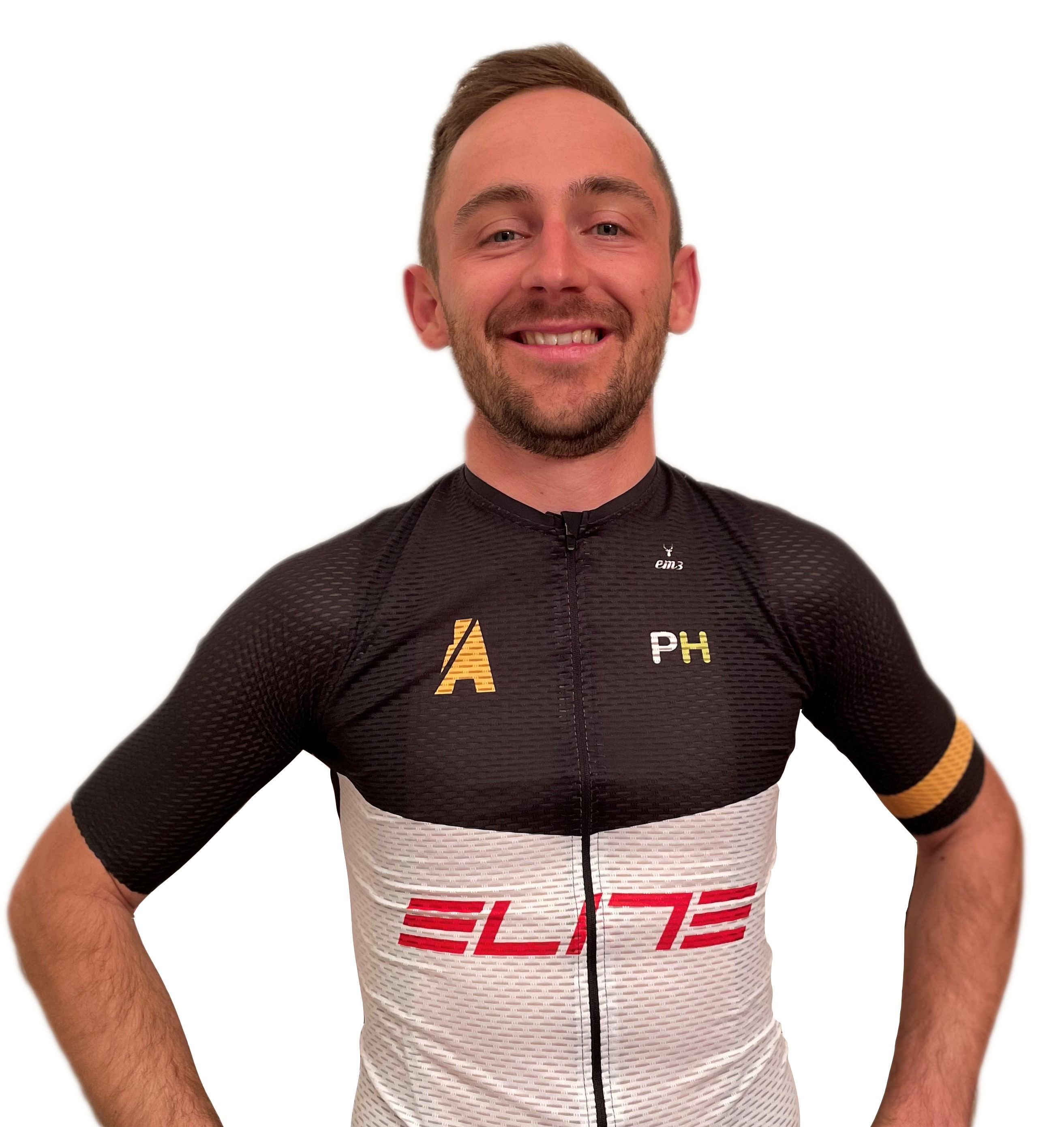